# Ujčov
Ujčov är en ort i Tjeckien.   Den ligger i regionen Vysočina, i den östra delen av landet, 150 km öster om huvudstaden Prag. Ujčov ligger 345 meter över havet och antalet invånare är 499.
Terrängen runt Ujčov är platt åt nordväst, men åt sydost är den kuperad. Ujčov ligger nere i en dal. Runt Ujčov är det ganska tätbefolkat, med 78 invånare per kvadratkilometer. Närmaste större samhälle är Bystřice nad Pernštejnem, 6,3 km nordväst om Ujčov. I omgivningarna runt Ujčov växer i huvudsak blandskog.